# Corethrella caribbeana
Corethrella caribbeana är en tvåvingeart som beskrevs av Art Borkent 2008. Corethrella caribbeana ingår i släktet Corethrella och familjen Corethrellidae. Inga underarter finns listade i Catalogue of Life.